# Perl Package Manager
Perl Package Manager (PPM) war ein Perl-Werkzeug, welches komfortabel Perl-Module verwalten (löschen, installieren, aktualisieren) konnte. In einem ppm-System enthalten war ein Kommandozeilenprogramm, mit dem man direkt aus dem Internet oder dem lokalen Verzeichnis ein Paket installieren konnte. Zusätzlich war meistens noch eine grafische Oberfläche für dieses vorhanden, welche einen schnellen Überblick über alle installierten und alle verfügbaren Pakete ermöglichte.
PPM war vor allem auf Windows-Systemen anzutreffen, weil es dort standardmäßig keine C und C++-Compiler gibt, welche nötig sind, um über CPAN-Module für Perl nachzuinstallieren.
PPM-Archive, sogenannte „PPM Repositories“ wurden von mehreren Perl-Distributionen angeboten. Sehr viele CPAN-Module wurden dort bereits vorkompiliert bereitgestellt.
Zur Installation eines ppm-Pakets waren nur zwei Dateien nötig, eine XML-Datei mit ppd-Endung und eine tar.gz-Datei, welche beide im selben Verzeichnis eines PPM-Archivs lagen.
Da PPM-Archive mit dem Browser durchgesehen werden konnten und alle Abhängigkeiten eines Paketes in der ebenfalls mit einem Browser einsehbaren ppd-Datei gespeichert waren, konnte man mit einfachsten Mitteln eine Sammlung von Paketen erstellen, um ein Rechnernetz ohne Internetanbindung, beispielsweise ein Firmennetzwerk, auf einen gemeinsamen Softwarestand zu bringen.
Ab der ActivePerl-Version 5.28 wurde ppm von seiner wesentlichen Entwicklerin ActiveState durch eine neue Plattform ersetzt.